# Thérèse Schwartzeplein

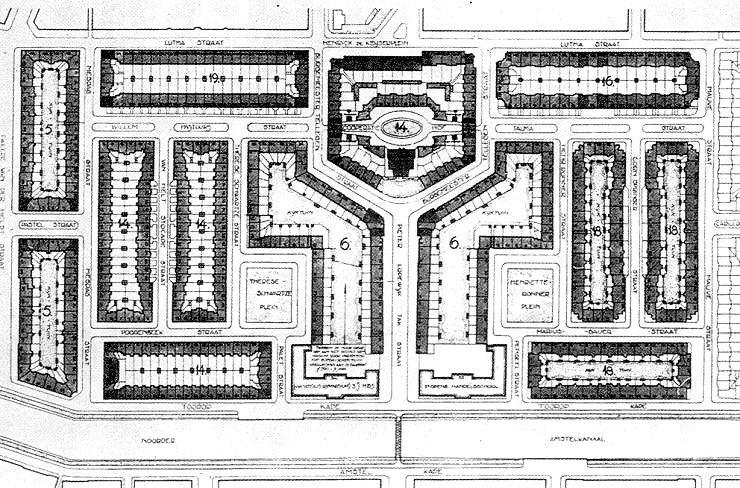
Plattegrond van de buurt met als linker vierkant het Thérèse Schwartzeplein

Het Thérèse Schwartzeplein is een plein in Amsterdam-Zuid.

## Geschiedenis en ligging
Het plein kreeg per raadsbesluit van 22 september 1921 haar naam; een vernoeming naar portretschilders Thérèse Schwartze. Vermoedelijk wilde de gemeente het het "Th. Schwartzeplein" noemen; zowel de Stadsatlas als de BAG vermeldden nadrukkelijk in de omschrijving dat Lizzy Ansingh zich heeft ingespannen om de volledige voornaam te vermelden om duidelijk te maken dat het plein naar een vrouw is vernoemd. 
Het plein maakt deel uit van Plan Zuid van Hendrik Petrus Berlage. Ze ligt in de wijk Zuid Pijp een deel van de Nieuwe Pijp. Berlage richtte middels Plan Zuid ook dit deel van de wijk in symmetrische vorm in. Het Thérèse Schwartzeplein heeft dan ook aan de overzijde van de as die gevormd wordt door de Pieter Lodewijk Takstraat een tegenhanger in gespiegeld uiterlijk, het Henriëtte Ronnerplein.
Het plein is openbaar maar heeft het uiterlijk van een binnenplein. Zo wordt het niet aangedaan door een belangrijke verkeersroute. De toewegen Thérèse Schwartzestraat, Poggenbeekstraat en Paletstraat zijn alle binnenstraatjes; ze zijn te nauw voor het 21e-eeuwse autoverkeer (eenrichtingsverkeer), laat staan voor openbaar vervoer.

## Gebouwen
Huisnummers lopen op van 1 tot en met 33, maar boven 22 zijn er geen even huisnummers. De bebouwing aan het plein valt in tweeën uiteen. De oneven zijde aan de oostelijke en noordelijke gevelwand maakt onderdeel uit van het complex en rijksmonument De Dageraad ontworpen door Michel de Klerk en Piet Kramer. Zij ontwierpen in de bouwstijl van de Amsterdamse School, die ook al symmetrie voerde. Deze stijl wordt ook gehanteerd in het aangebouwde deel van de Thérèse Schwartzestraat, ook deel uitmakend van De Dageraad. 
Het even gedeelte (west en zuid) bevat woningen die ontworpen zijn door de architect Adriaan Willem Weissman; het moet een van zijn laatste ontwerpen zijn want hij overleed in 1923; tegels vermelden een oplevering in 1925. Het westelijk deel sluit daarbij aan bij de oostelijke bebouwing van de Thérèse Schwartzestraat; het zuidelijke op de bebouwing van de Poggenbeekstraat. De Dienst Archeologie en Monumenten zagen in hun werk hier geen reden om tot benoeming tot gemeentelijk monument over te gaan (Orde 3).

## Kunst
De grillige vormgeving van de oneven gevelwand is als een groot beeldhouwwerk te beschouwen. Er zijn golvingen in gevelwanden, sprongen in muurvlakken, vreemde dakvormen. Diverse metselverbanden kunnen gezien worden net als trapeziumvormige topgevels. De afwisseling van geel en rood baksteen leggen nog eens de nadruk op golven; elders vindt men zigzag metselwerk. Voor liefhebbers van beeldhouwwerk zijn in sluitstenen de letters van "De Dageraad" te lezen, al moet de kijker wel de hele wand aan het plein aflopen (DE is te zien bij huisnummer 15).
Op de hoek is vermoedelijk al tijdens de bouw de hoeksteen De oogst van Jan Heyens ingebouwd. 
Daar waar het Henriëtte Ronnerplein diverse keren is aangepast, onder andere met een speeltuin, die weer verdween, bleef het Thérèse Schwartzeplein vrijwel ongewijzigd.

## Afbeeldingen

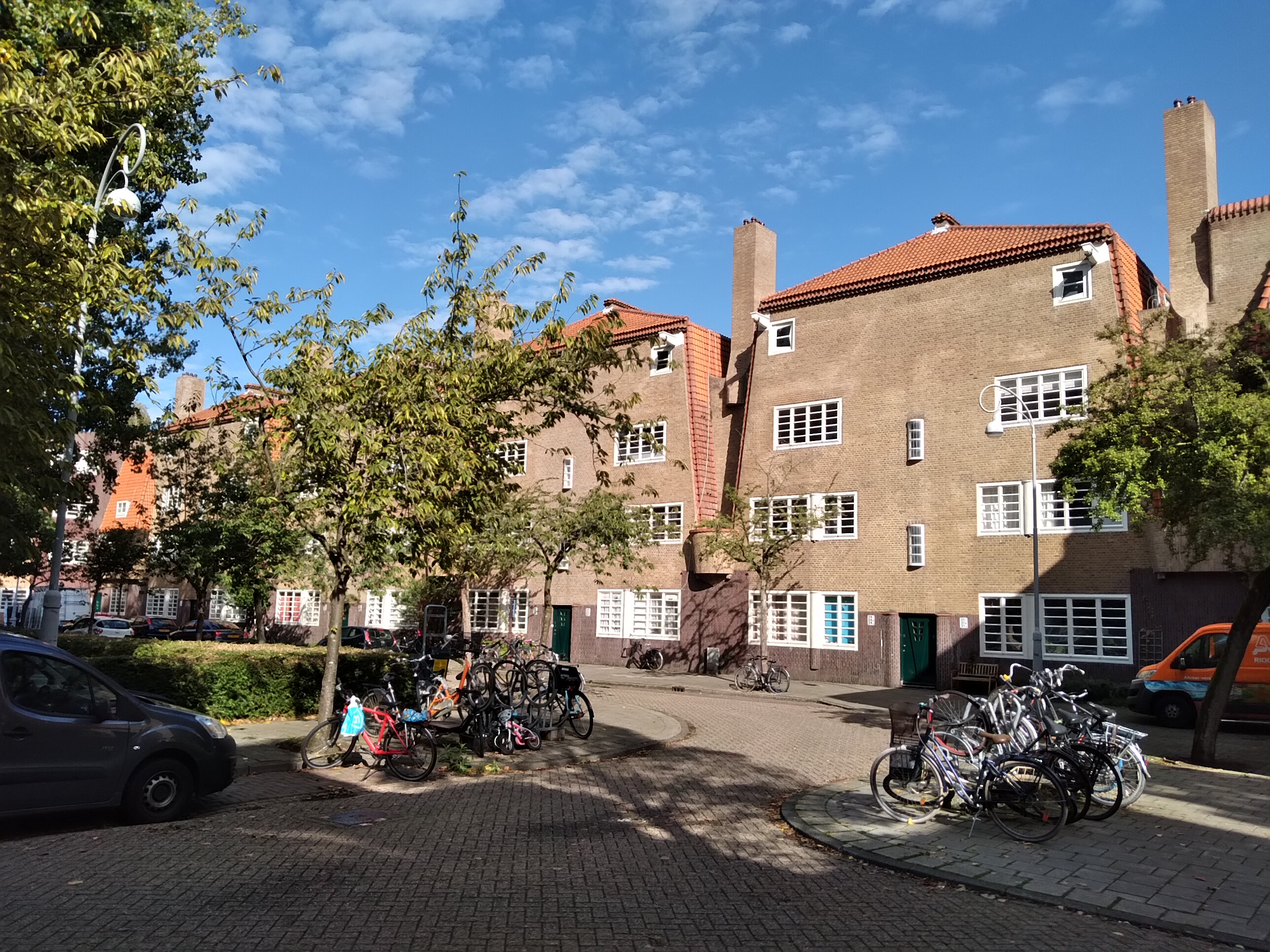
Grillig gevormde woonhuizen 15-33 (september 2020)
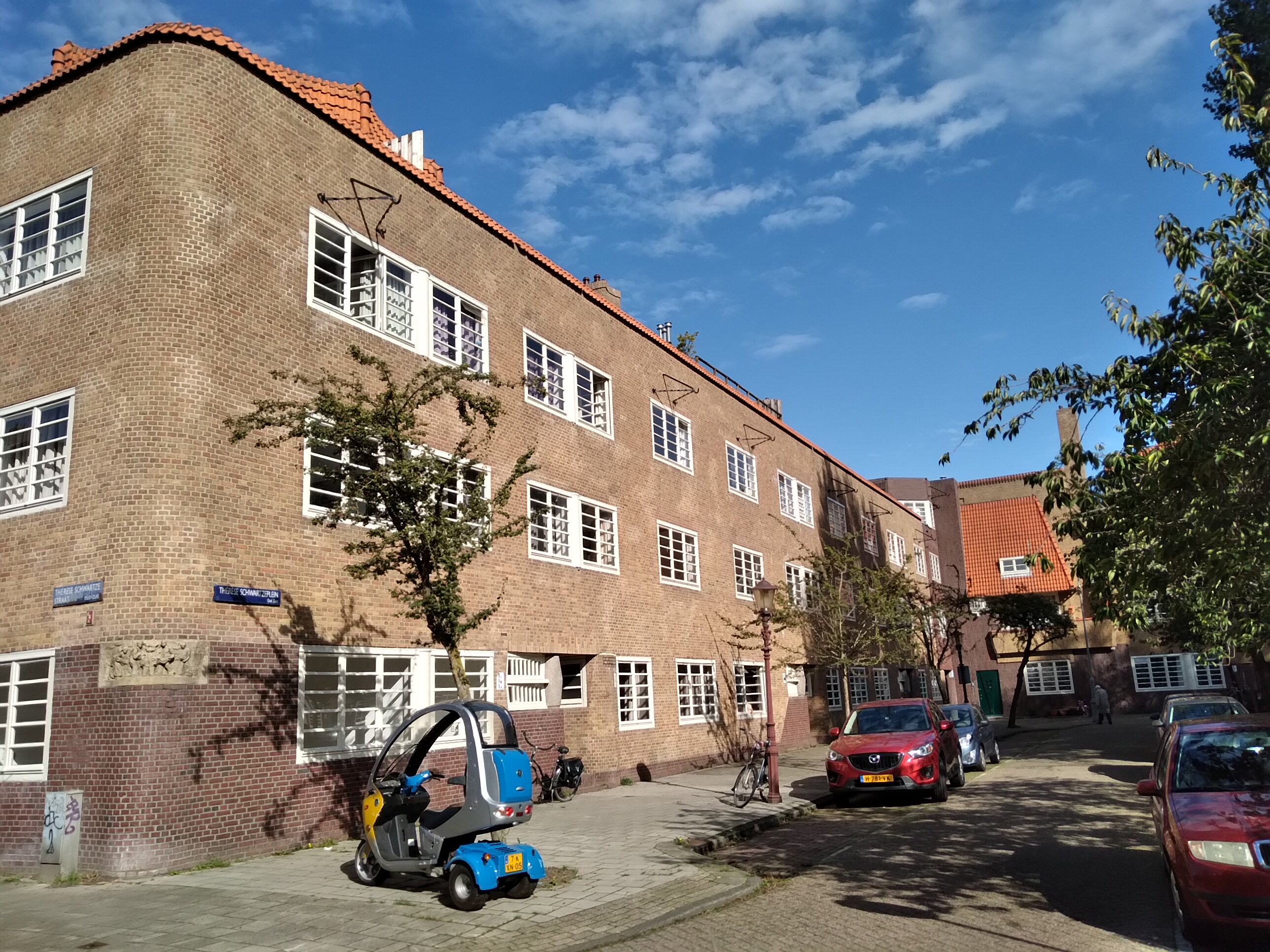
Woonhuizen 1-13 met links De oogst (september 2020)
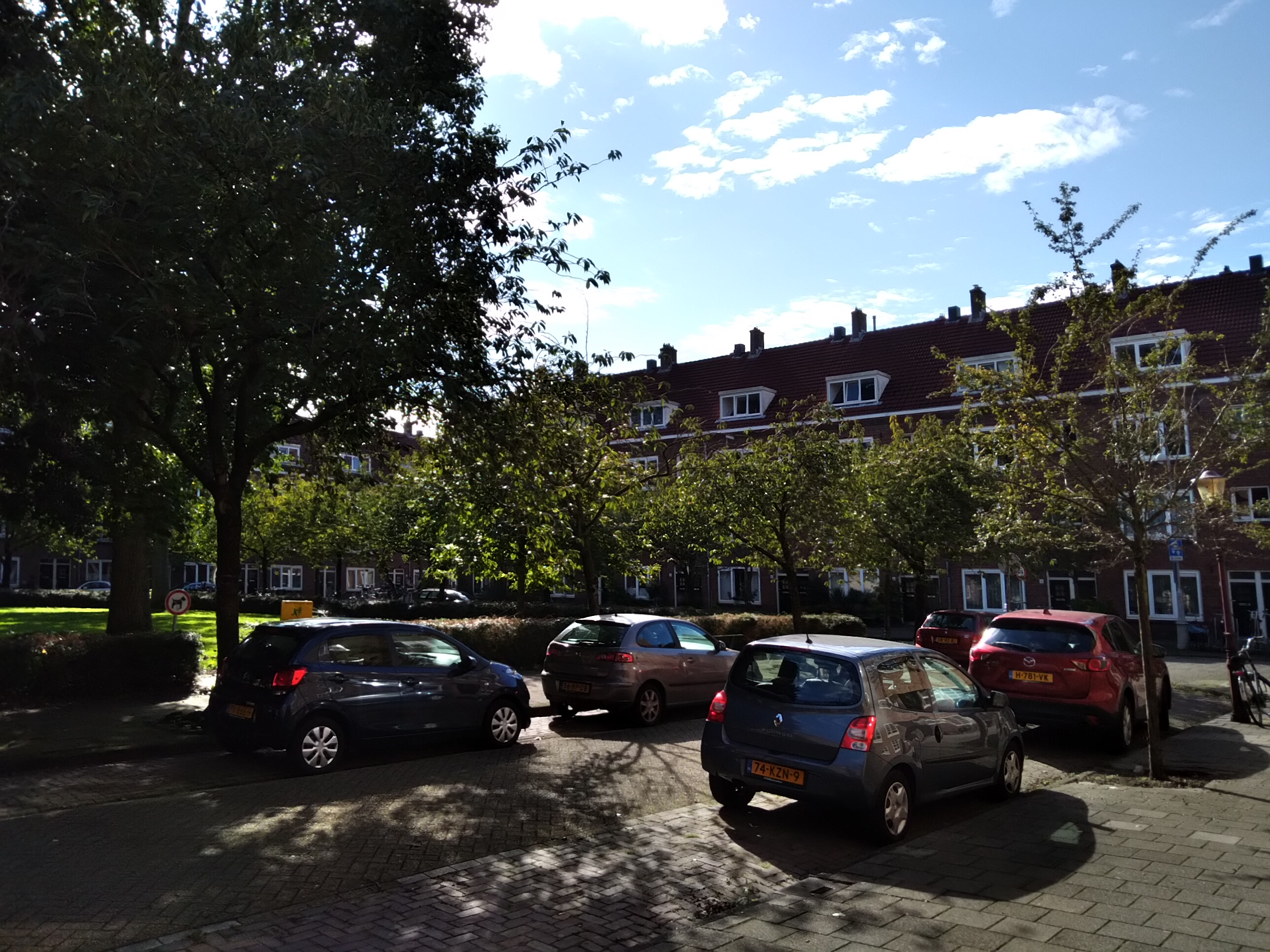
Deel van Weissman (september 2020)
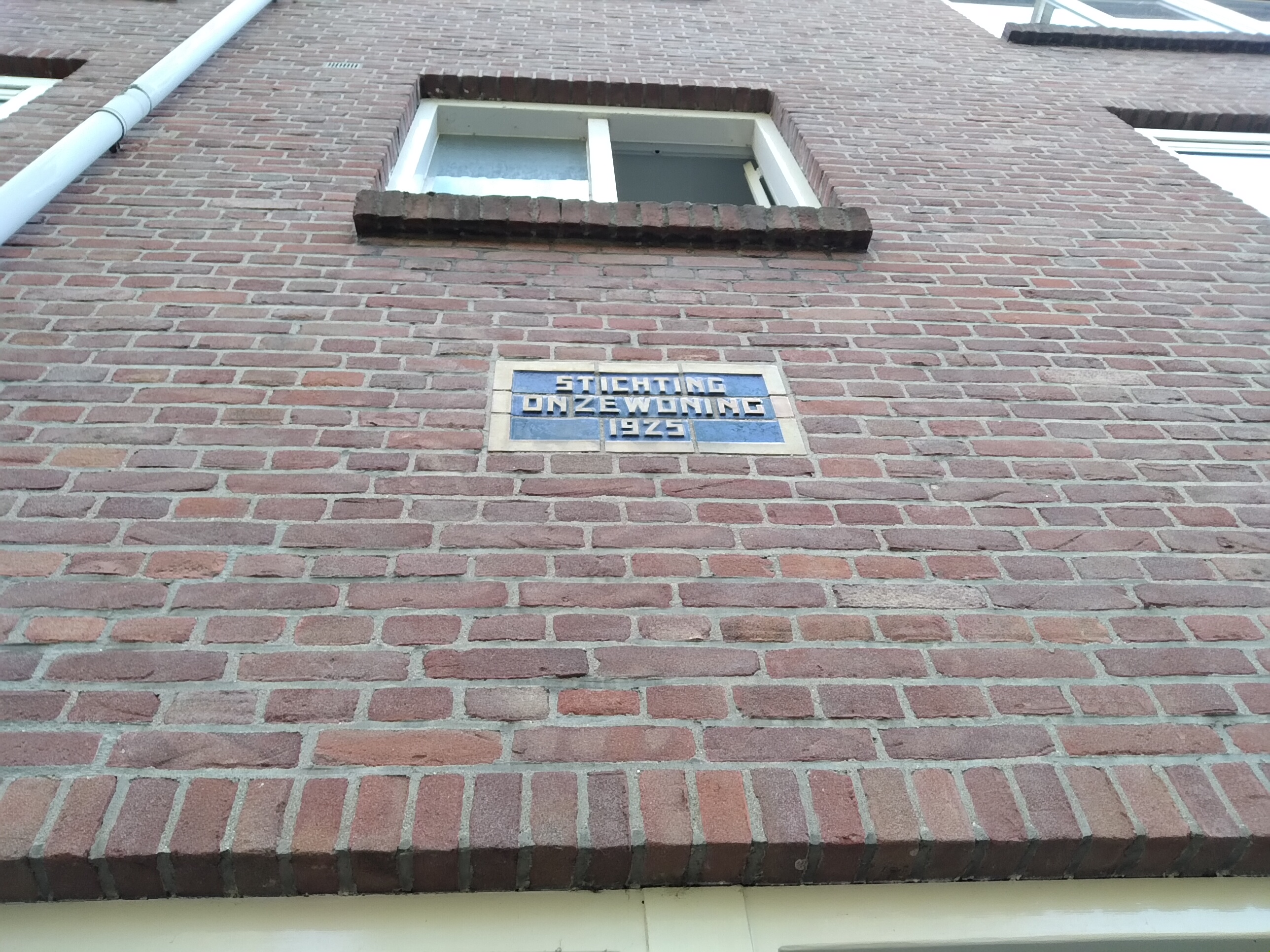
Tegeltje in aandeel van Weissman vermeldt 1925 (september 2020)